# Peruc
Peruc (en allemand : Perutz) est un bourg (městys) du district de Louny, dans la région d'Ústí nad Labem, en Tchéquie. Sa population s'élevait à 2 326 habitants en 2021.

## Géographie
Peruc se trouve dans le nord-ouest de la région historique de Bohême, à 12 km à l'est de Louny, à 37 km au sud-sud-ouest d'Ústí nad Labem et à 46 km au nord-ouest de Prague.
La commune est limitée par Počedělice, Koštice et Křesín au nord, par Evaň et Mšené-lázně à l'est, par Vraný, Vrbičany, Klobuky et Úherce au sud, et par Vrbno nad Lesy et Slavětín à l'ouest.

## Histoire

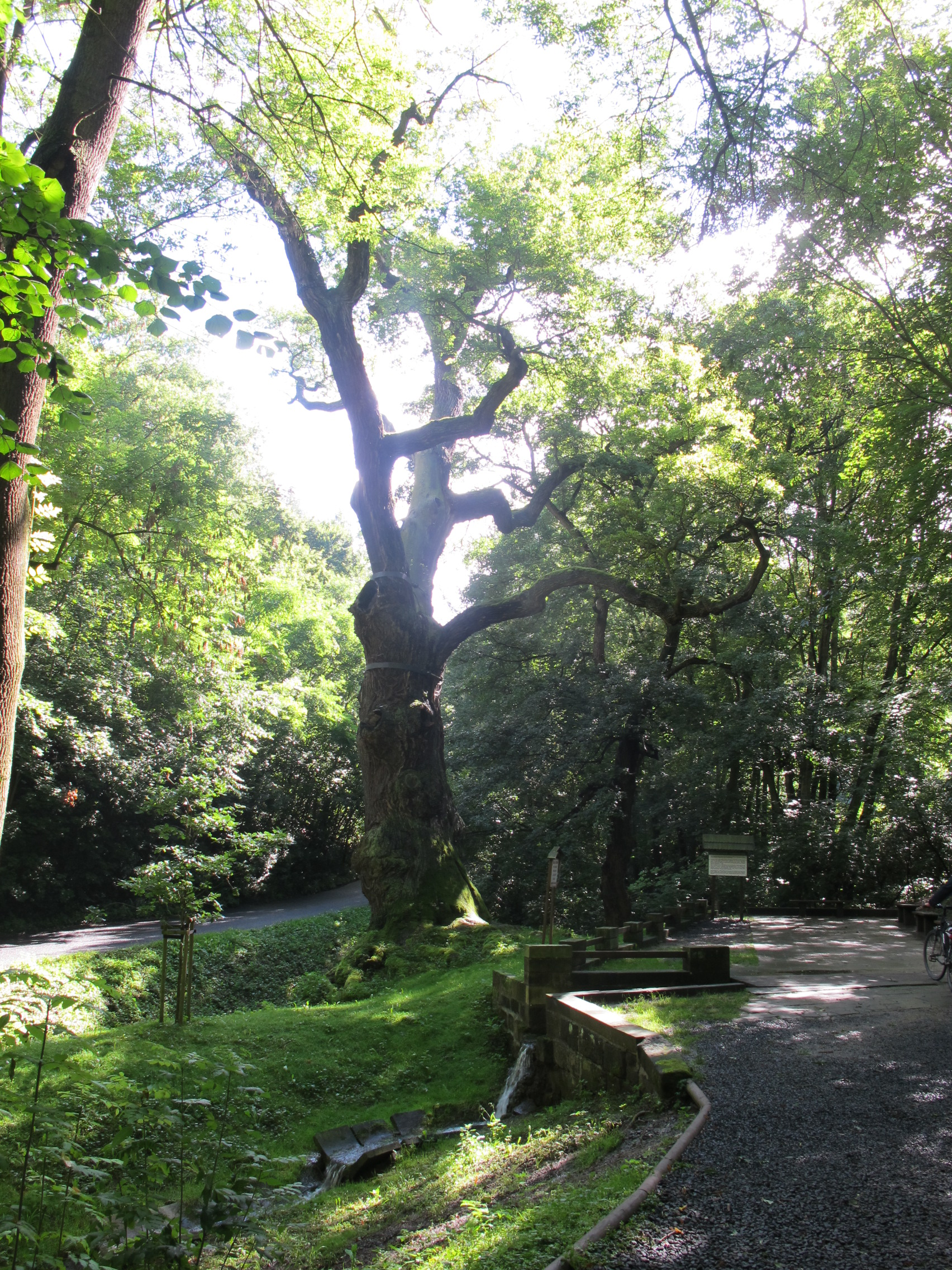
Chêne d'Oldřich.

Selon la légende, le duc Ulrich de Bohême (v.970-1034) était à la chasse dans les forêts de Peruc lorsqu'il découvre la belle Božena faisant la lessive. Un chêne millénaire dit d'Oldřich, à côté de « la source de Božena », évoque l'événement.
L'origine de la localité elle-même remonte à la première mention en 1170. Jusqu'au temps des croisades contre les hussites dans le royaume de Bohême, au XVe siècle, le domaine appartient aux bines du monastère de Strahov. 
Le château baroque de Peruc, orné des sculptures d'Ignaz Franz Platzer, fut construit entre 1760 et 1770. De 1814 à 1945, il était la possession de la noble famille de Thun und Hohenstein.

## Transports
Par la route, Peruc se trouve à 15 km de Louny, à 50 km d'Ústí nad Labem et à 52 km de Prague.

## Jumelages
La commune de Peruc est jumelée avec :
- Leubsdorf (Allemagne) depuis 2005